# Robert Monro
Robert Monro (muerto en 1680), fue un famoso General escocés, del Clan Munro de Ross-shire, Escocia. Ocupó puestos de mando en el ejército sueco durante el reinado de Gustavo Adolfo en la Guerra de los Treinta Años. Luchó también en el bando Covenanter durante las guerras de los Obispos en Escocia y dirigió al ejército Covenanter escocés en las Guerras confederadas de Irlanda. Escribió un diario donde relató sus experiencias militares en la Guerra de los Treinta Años, publicado como Monro, His Expedition With the Worthy Scots Regiment Called Mac-Keys.

## Primeros años
Robert Monro era el segundo hijo de George Munro, I de Obsdale y nieto de Robert Mor Munro, XV Barón de Foulis, jefe de Clan Munro. Como cadete de los Munro de Obsdale, a veces se menciona a Robert como Robert Monro de Obsdale. Estaba asentado en Contullich Castillo.

## Guerra de los Treinta Años

### Primeras escaramuzas
Durante la Guerra de los Treinta Años, Robert Monro obtuvo el rango de teniente en el regimiento reclutado por Donald Mackay, I Lord Reay para servir en el Ejército Bohemio, bajo las órdenes de Robert Munro, XVIII Barón de Foulis. El 10 de octubre de 1626 el regimiento embarcó en Cromarty y después de una singladura de cinco días llegó a Glückstadt en el Río Elba. El 10 de julio de 1627, una división del regimiento fue enviada para reunirse con sus camaradas, estacionados en una fortificación en Boitzenberg, cerca de Hamburgo, donde Monro tuvo su primer roce con el enemigo. Después de una lucha desesperada, los escoceses obtuvieron la  victoria sobre una fuerza superior, pese a que también tuvieron que retirarse.
Monro tomó parte en un duro enfrentamiento en el Paso de Oldenburg donde fue herido, recibiendo una herida que, según su relato, fue una "marca favorable" en el interior de la rodilla, ya que su partesana fue rota en sus propias manos por una bala de cañón. Su hermano mayor, John, II de Obsdale, se distinguió en esta ocasión y resultó ileso. Los daneses fueron retirados y tuvieron que retirarse, pero los Imperiales regresaron al campo, esta vez con caballería.. Robert Monro dándose cuenta la gravedad de la situación preparó un plan para garantizar la seguridad de sus hombre. Ordenó a sus piqueros avanzar y cargar contra la caballería, a la que consiguieron rechazar. Monro y sus hombres huyeron en barco, consiguiendo eludir a los Imperiales.

### Asedio de Stralsund
En 1628 Robert Monro, por entonces Mayor, junto con su primo Robert Munro, XVIII Barón de Foulis, dirigieron el Asedio de Stralsund donde defendieron la ciudad durante seis semanas contra las Tropas Imperiales. Uno de los asaltos tuvo lugar el 26 de junio cuando el General Imperiali Albrecht von Wallenstein entró en escena. Los defensores, sabiendo de su llegada, esperaban un ataque duro sobre su posición. El asalto se lanzó entre las 10 y las 11 de la noche, dirigido principalmente contra los puestos de los Highlanders de Monro. El enemigo avanzó con mil hombres y los Highlanders fueron llamados inmediatamente a las armas, y después de una dura batalla durante hora y media, los Imperiales fueron rechazados. No obstante, regresaron y continuaron el ataque hasta la mañana siguiente, cuando por fin consiguieron traspasar las puertas y entrar en las fortificaciones externas pero fueron rechazados de nuevo por los Highlanders con graves pérdidas, utilizando espadas, picas y culatas de mosquetes. Los Imperiales perdieron unos 1000 hombres, mientras que los Escoceses casi 200. El alivio para los defensores vino cuándo Alexander Leslie llegó con un contingente de Escoceses, Suecos y alemanes del ejército sueco. Leslie reorganizó los defensas y fue nombrado gobernador de la ciudad. Utilice el contingente de las Highland para organizar una salida que finalmente rompió el cerco. Como recordaba Monro:
Tras ser hecho gobernador, Sir Alexander Leslie resolvió, para crédito de sus paisanos, hacer una salida contra el Enemigo, y deseoso de conferir el crédito sólo a su propia nación, siendo su primer intento en aquella Ciudad.
Tras el asedio, el Mayor Robert Monro fue ascendido a Teniente Coronel.

### Asedio de Schivelbein
En 1630, los MacKay y los Highlanders de Munro habían alcanzado Schivelbein (Schiefelbein, ahora Świdwin) un pequeño lugar fortificado en Pomerania, conocido como el Castillo de Schivelbein Castillo, para obstruir el paso de los austríacos, que avanzaban para aliviar el sitio de Colberg. Se le ordenó mantener la ciudad mientras fuera posible y defender el castillo o fuerte hasta el último hombre. Lo bien que cumplieron su misión nos lo cuenta una elocuente oda en latín, impresa al comienzo de las memorias de Monro, con el título: "Schiefelbeinum urbs et arx Marchiae Brandenburgicae a generoso Domino Roberto Munro bene defensae." Se considera que los 500 Highlanders de Monro resistieron el asedio de 8000 soldados Imperiales

### Asedio de Neubrandenburg
En enero de 1631, el Rey, acompañado por el Coronel Monro, inició el asedio de Neubrandenburg. Los Highlanders pronto tomaron el palacio y forzaron a los defensores a retirarse de la ciudad. Los austríacos enviaron un mensajero para pedir una tregua, que fue concedida. La guarnición que, según Monro era una "pequeña banda valiente de quinientos jinetes y mil doscientos infantes, tan completos de mirar como se puede desear", fue autorizada a "marchar con bolsa y equipaje, a caballo y pie, con todas sus armas y un convoy a Havelburgh. El Rey sueco dejó una pequeña guarnición en la ciudad y el ejército prosiguió su camino.

### Fráncfort y Leipzig
Robert Monro lucharía posteriormente en la Batalla de Fráncfort del Oder, y en la Batalla de Breitenfeld en Leipzig en 1631, donde escoceses y suecos vencieron. Sin embargo, el ejército sueco fue derrotado posteriormente en la Batalla de Nördlingen (1634), Robert Monro sobrevivió y regresó a Escocia. Regresó al servicio sueco en mayo de 1637 con nuevos reclutas.

## Guerras de los obispos
Robert regresó a Escocia aproximadamente en 1638, y participó en algunos de los primeros movimientos de las Guerras de los Obispos contra Carlos I y también en las Guerras de los Tres Reinos al servicio de losCovenanters escoceses. Durante las Guerras de los Obispos, en 1638 Monro conquistó Dalkeith con 500 hombres, y en 1639 Monro estaba junto a Alexander Leslie cuando se capturó el Castillo de Edimburgo. El General Robert Monro puso sitio al fortificado Palacio de Spynie, obligando al obispo John Guthrie a rendir sus fuerzas. Esto marcaría el fin de Spynie como sede de poder, lo que había sido la sede de los Obispos de Moray durante 500 años. También en 1640, Monro asedió Drum Castle, del realista Clan Irvine que se rindió después de dos días y ocupó también Huntly Castle del Clan Gordon, junto con un Capitán llamado James Wallace. Intervino en la destrucción del Castillo de Inchdrewer, sede familiar de George Ogilvy, 1.º Señor Banff.[24]

## Guerras Confederadas de Irlanda

### Rebelión en Úlster
En 1642 se fue a Irlanda, como segundo al mando deAlexander Leslie, pero jefe de hecho del ejército escocés enviado para sofocar la rebelión de los católicos irlandese que habían masacrado a los colonos escoceses asentados en el Úlster durante la Rebelión irlandesa de 1641.[25] La campaña de Monro en Irlanda se desarrolló principalmente en la provincia del Úlster. Después de tomar y saquear Newry en abril de 1642, y de intentar sin éxito someter a Sir Phelim O'Neill, Monro consiguió hacer prisionero al Conde de Antrim, Randal MacDonnell en el Castillo de Dunluce.
La llegada de Owen Roe O'Neill a Irlanda fortaleció la causa rebelde, ahora organizada en la Irlanda confederada, y Monro, que estaba mal abastecido, mantuvo una actividad limitada.[25] Además, la Guerra Civil inglesa había creado gran confusión entre los diferentes grupos de Irlanda y el rey estaba ansioso por llegar a acuerdos con los católicos para que le dieran su apoyo contra el parlamento. El Conde de Ormonde, el Lord Teniente de Irlanda de Carlos II, actuando por orden del rey, firmó un cese de hostilidades con los católicos Confederados el 15 de septiembre de 1643, y se comprometió a enviar ayuda a Carlos en Inglaterra.

### Conflicto en Úlster
La estrategia de Monro fue cruel y despiadada en su campaña contra O'Neil. El conflicto provocó la muerte de miles de inocentes en ambos bandos. O'Neil lanzó una ofensiva de guerrillas en Úlster, mientras que Monro, superior numéricamente, destruyó sistemáticamente todos los castillos y poblaciones que encontró a su paso. Algunos relatos lo muestran devastando Antrim y Down en lo que llamaríamos una "política de tierra quemada". Monro atacó y tomó Newry en 1642 y Belfast en 1644. Después de tomar Newry, levantó el Asedio de Coleraine, una ciudad qué se convertiría en el centro de las actividades y cuartel general del Mayor Daniel Munro en los años venideros.

### Captura de Belfast
Monro en Úlster, en cumplimiento de lo encomendado por el Parlamento de Escocia dominado por los Covenanters, no reconoció el armisticio, y sus tropas aceptaron la Liga Solemne y Covenante, a la que se unieron muchos soldados ingleses que habían abandonado a Ormonde. En abril de 1644 el parlamento inglés confió a Monro el mando de todas las fuerzas en Úlster, tanto ingleses como escoceses. Tomó entonces Belfast, atacó la Empalizada e intentó, sin éxito, conquistar Dundalk y Drogheda. En respuesta, los confederados irlandeses enviaron una expedición a Escocia para unirse a los Realistas encabezados por James Graham.

### Batalla de Benburb
La fuerza de Monro se vio debilitada por la necesidad de enviar tropas a Escocia para contener a Graham.[25] Entretanto, Owen Roe O'Neill recibió suministros a través del Nuncio Papal en Irlanda, Giovanni Battista Rinuccini. El 5 de junio de 1646 tuvo lugar la Batalla de Benburb, en el Blackwater, donde O'Neill derrotó a Monro, y le causó 2000 bajas, aunque le permitió refugiarse en Carrickfergus.

### Conflicto en Carrickfergus
En 1647 Ormonde fue obligado a llegar a un acuerdo con el parlamento inglés, que envió comisarios a Dublín en junio de aquel año.[25] Monro apoyaba la facción "Engager" y envió hombres bajo las órdenes de su sobrino George Munro, I de Newmore a Escocia para apoyar a los Engagers contra los Parlamentaristas. Entretanto, Monro y sus escoceses continuaban resistiéndose en el Úlster, negándose a entregar el Castillo de Carrickfergus y Belfast.  Fueron asediados por las fuerzas de George Monck. En septiembre de 1648 Carrickfergus fue entregado a Monck por traición: varios oficiales de Monro cambiaron de bando y decidieron apoyar a Monck; como resultado Monro fue hecho prisionero. Fue confinado en laTorre de Londres, donde permaneció cinco años. En 1654, Oliver Cromwell le permitió regresar a Irlanda, donde tenía propiedades por derecho de matrimonio, ya que era viuda del Vizconde Montgomery de Ardes. Monro vivió el resto de su vida tranquilamente cerca de Comber, Condado de Down, donde murió, probablemente hacia 1680.

## Familia
Se sabe que Robert Monro tuvo al menos dos niños:
1. Andrew Monroe, Coronel que murió en el Asedio de Limerick (1690).[25]
2. Ann Monro, que se casó con su pariente George Munro de Newmore.[26]